# Royal Dragoon Guards

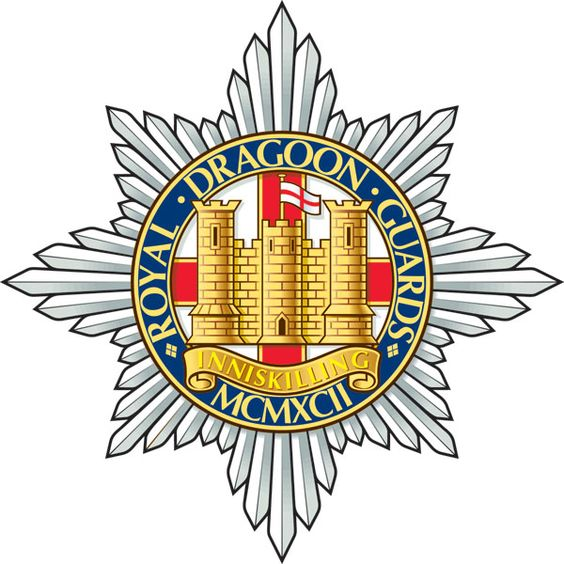
Emblème du Royal Dragoons Guards.

Le Royal Dragoons Guards est un régiment du Royal Armoured Corps de la British Army.
Le quartier-général du régiment est dans le Yorkshire du Nord en Angleterre.

## Historique

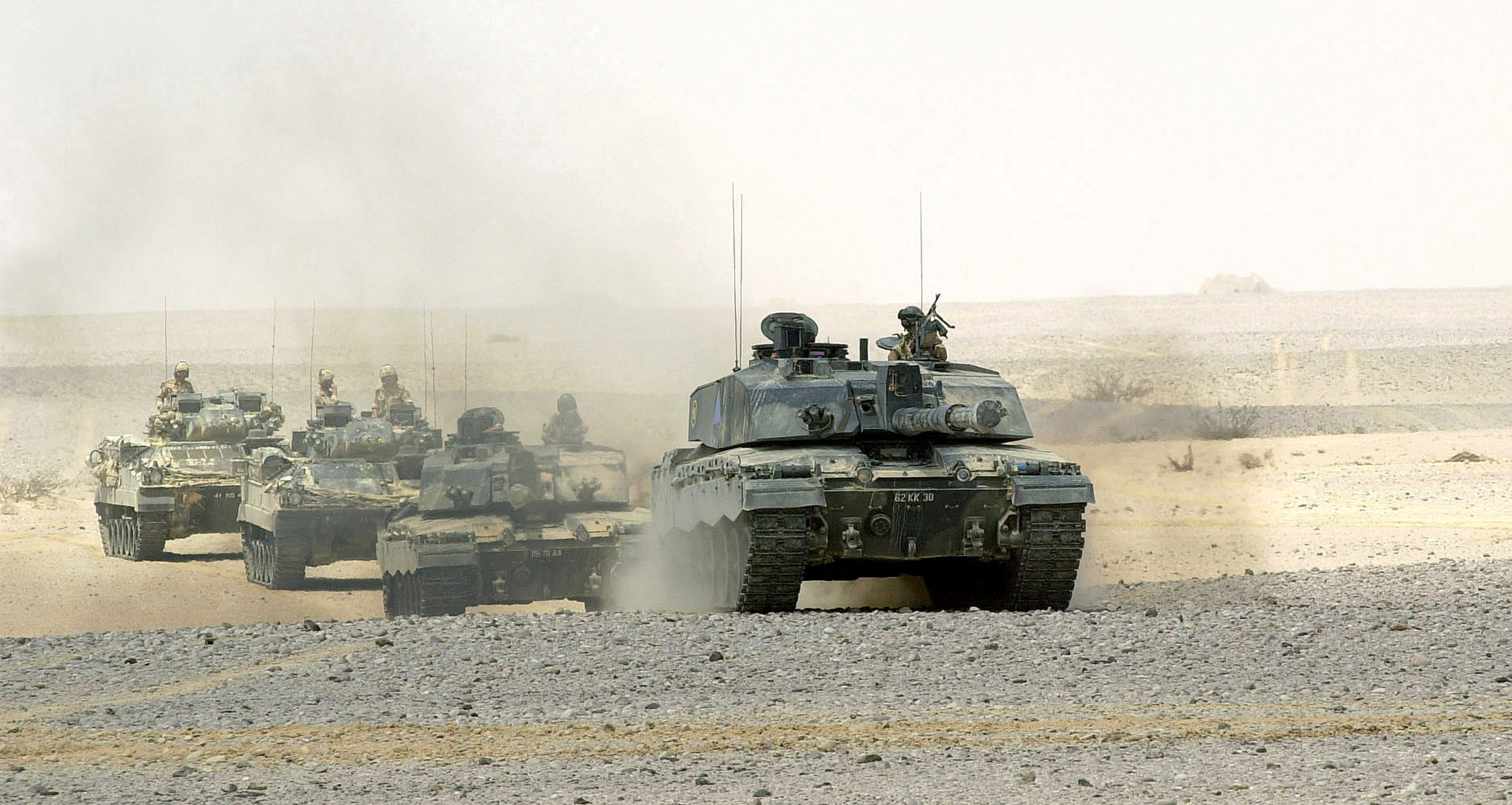
Des FV4034 Challenger 2 du RDG en exercice à Oman en 2001.

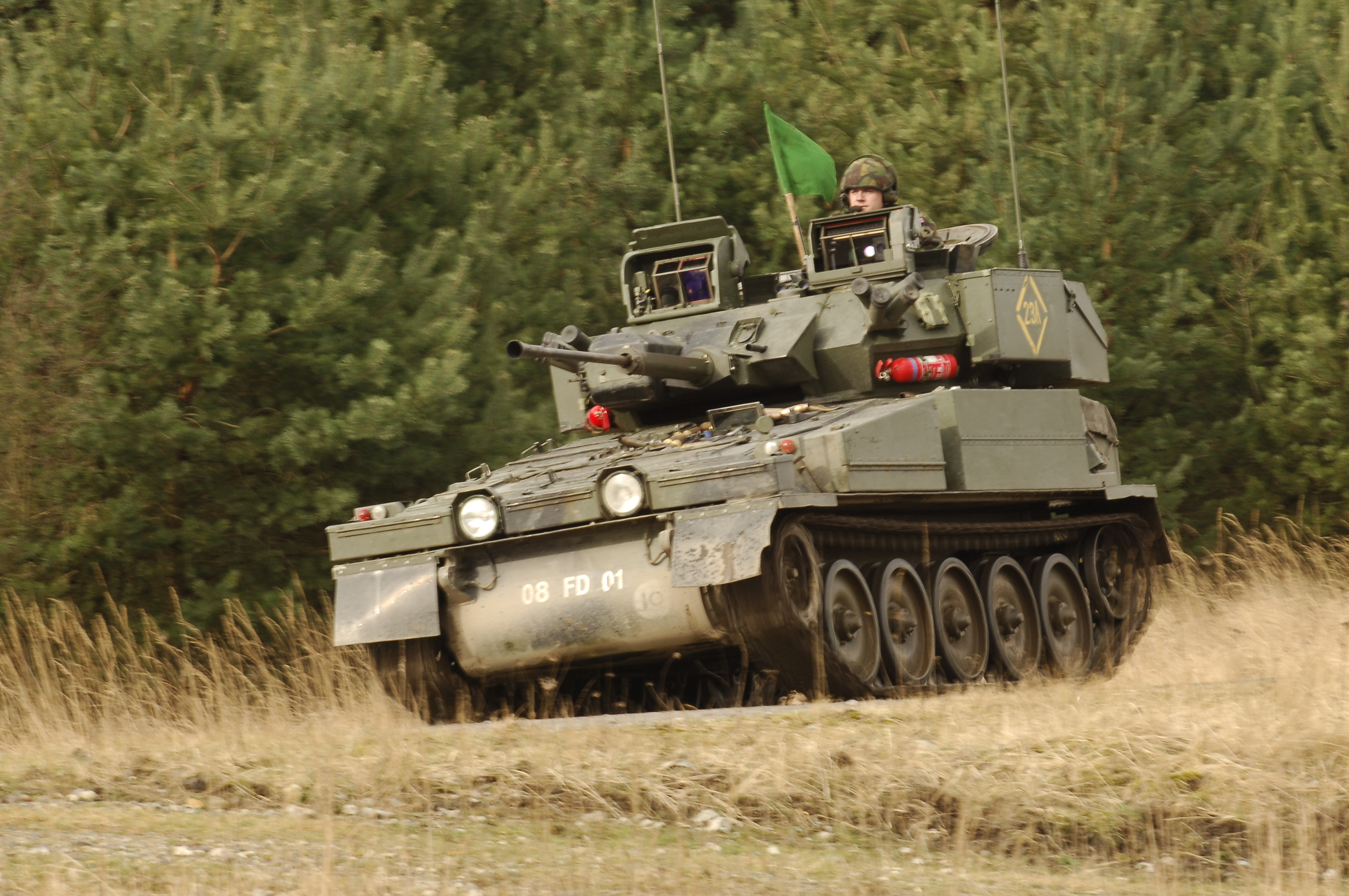
Un Scimitar du RDG en 2007.

The Royal Dragoons Guards a vu le jour le 1er août 1992.
Il est le fruit de la fusion de deux régiments blindés :
- 4th/7th Royal Dragoons Guards, lui-même formé en 1922 par la fusion des régiments suivants :
  - 4th (Royal Irish) Dragoons Guards,
  - 7th (Princess Royal’s) Dragoons Guards

- 5th Inniskilling Dragoons Guards, lui-même créé en 1922 par l’amalgame de deux régiments de cavalerie :
  - 5th (Princess Charlotte of Wales’s) Dragoons Guards
  - 6th Inniskilling Dragoons.

En 2005, The Royal Dragoons Guards est un régiment de chars de combat, faisant partie de la 4e Brigade Blindée. Il est alors stationné en Allemagne.
Il est décidé dans les années 2010 de le transformer en régiment de cavalerie de reconnaissance blindée, son équipement principal devient le FV-107 Scimitar.
Il est stationné en 2019 à Catterick où il fait partie d'une brigade expérimentale de la 3e division britannique.